# Orden des Weißen Adlers (Serbien)
Der Königliche Orden des Weißen Adlers (serbisch-kyrillisch Краљевски орден Белог орла), auch Weißer Adlerorden, war von 1883 bis 1945 eine Auszeichnung des Königreichs Serbien bzw. des Königreichs Jugoslawien. Er wurde zusammen mit dem St.-Sava-Orden von König Milan I. von Serbien am 16. Februar 1883 eingeführt, ein Jahr nach der Wiederherstellung Serbiens als Königreich. Er wurde vom König an serbische oder ausländische Staatsbürger für Verdienste in Friedens- und Kriegszeiten oder besondere Dienste an die Monarchie, den Staat oder die Nation Serbiens verliehen. Bis 1898 war er der höchste zu vergebende Orden des Landes.

## Ordensklassen
Der Orden des Weißen Adlers hat fünf Klassen. Die Anzahl der Mitglieder je Klasse ist beschränkt.

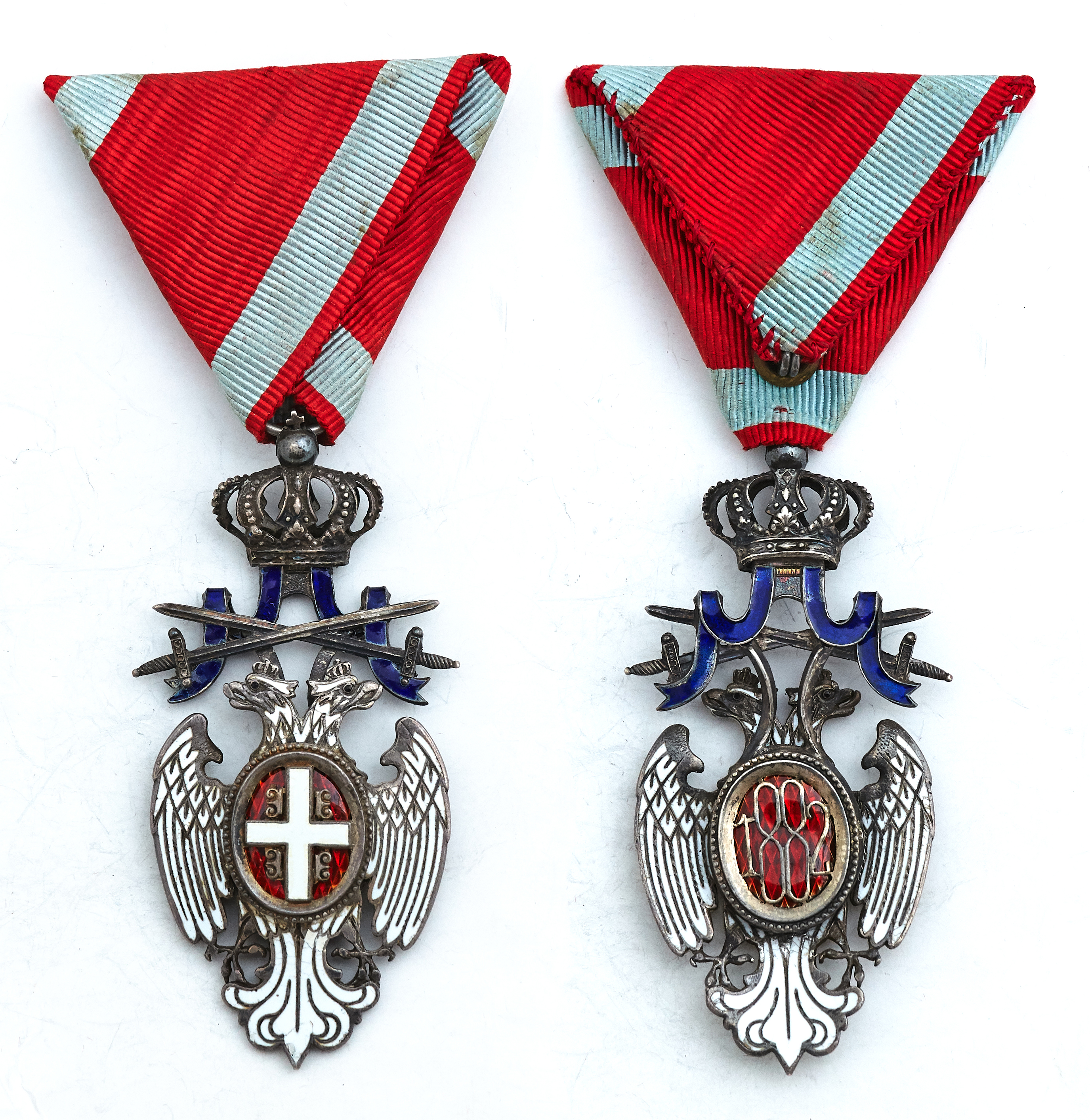
Ordenszeichen der Ritter (5. Klasse).

- Großkreuz (10 Mitglieder)
- Großoffizier (20 Mitglieder)
- Kommandeur (40 Mitglieder)
- Offizier (150 Mitglieder)
- Ritter (300 Mitglieder)

## Ordensdekoration
Das goldene Ordenszeichen (Ritter aus Silber) zeigt einen serbischen Doppeladler mit gekrönten Köpfen. Darüber ist eine Königskrone angebracht. Aus der Krone hängen zwei blau emaillierte Bänder, die sich mit den Adlerköpfen verbinden.
Mittig ist ein Medaillon aufgelegt, das von einem Reif mit kleinen goldenen Perlen umschlossen ist. Im Medaillon ist auf rotem Grund ein goldgerändertes weißes Kreuz, das Wappen Serbiens, zu sehen. In den Kreuzwinkeln je eine goldene Flamme. Rückseitig sind im Medaillon die gekrönten und verschlungenen Initialen des Stifters M. I. zu sehen. Im blauen Band steht in Kyrillisch die goldene Inschrift 22. Februar 1882.

## Trageweise

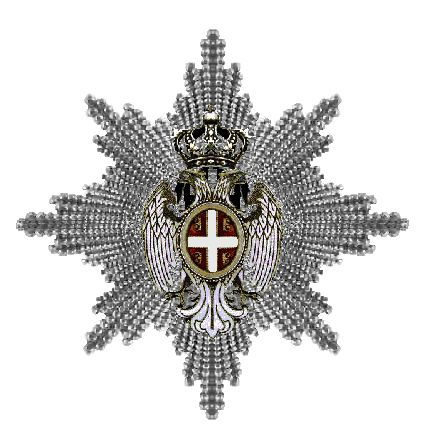
Bruststern zum Großkreuz

Das Großkreuz wird mit einer Schärpe über die Schulter getragen. Großoffiziere und Kommandeure tragen die Auszeichnung als Halsorden. Die I. und II. Klasse zusätzlich noch einen Bruststern. Offiziere und Ritter am Band auf der linken Brust, wobei auf dem Band für Offiziere noch eine Rosette angebracht ist.
Das Ordensband ist rot mit hellblauen Randstreifen.

## Sonstiges
Peter I. behielt nach dessen Thronbesteigung 1903 den Orden in leicht veränderter Form bei. Seit dem Ende der serbischen Monarchie 1945 wird der Orden offiziell nicht mehr verliehen. Allerdings wurde er von Alexander von Jugoslawien, dem Sohn des letzten serbischen Königs, Peters II., an mehrere Personen seines direkten Umfeldes überreicht. 
Der in Frankfurt am Main lebende jugoslawische Amateurboxer (CSC Frankfurt) sowie Zuhälter und Bandenführer Ljubomir Magaš (1948–1986), bekannt als Ljuba Zemunac (Ljuba aus Zemun), trug den Orden als Anhänger an seiner Halskette.
Im September 1995 zeichnete der bosnische Serbenführer Radovan Karadžić fünf Angehörige der Griechischen Freiwilligen-Garde mit dem Orden aus.
Im Januar 2004 erregte der Popstar Michael Jackson Aufsehen, als er mit einem Weißen Adlerorden um den Hals bei einem Gerichtstermin erschien.